# Molphey
Molphey ist eine französische Gemeinde mit 130 Einwohnern (Stand: 1. Januar 2022) im Département Côte-d’Or in der Region Bourgogne-Franche-Comté. Sie gehört zum Arrondissement Montbard und ist Mitglied im Gemeindeverband Communauté de communes de Saulieu-Morvan. Die Bewohner werden Molphinois und Molphinoises genannt.

## Geografie

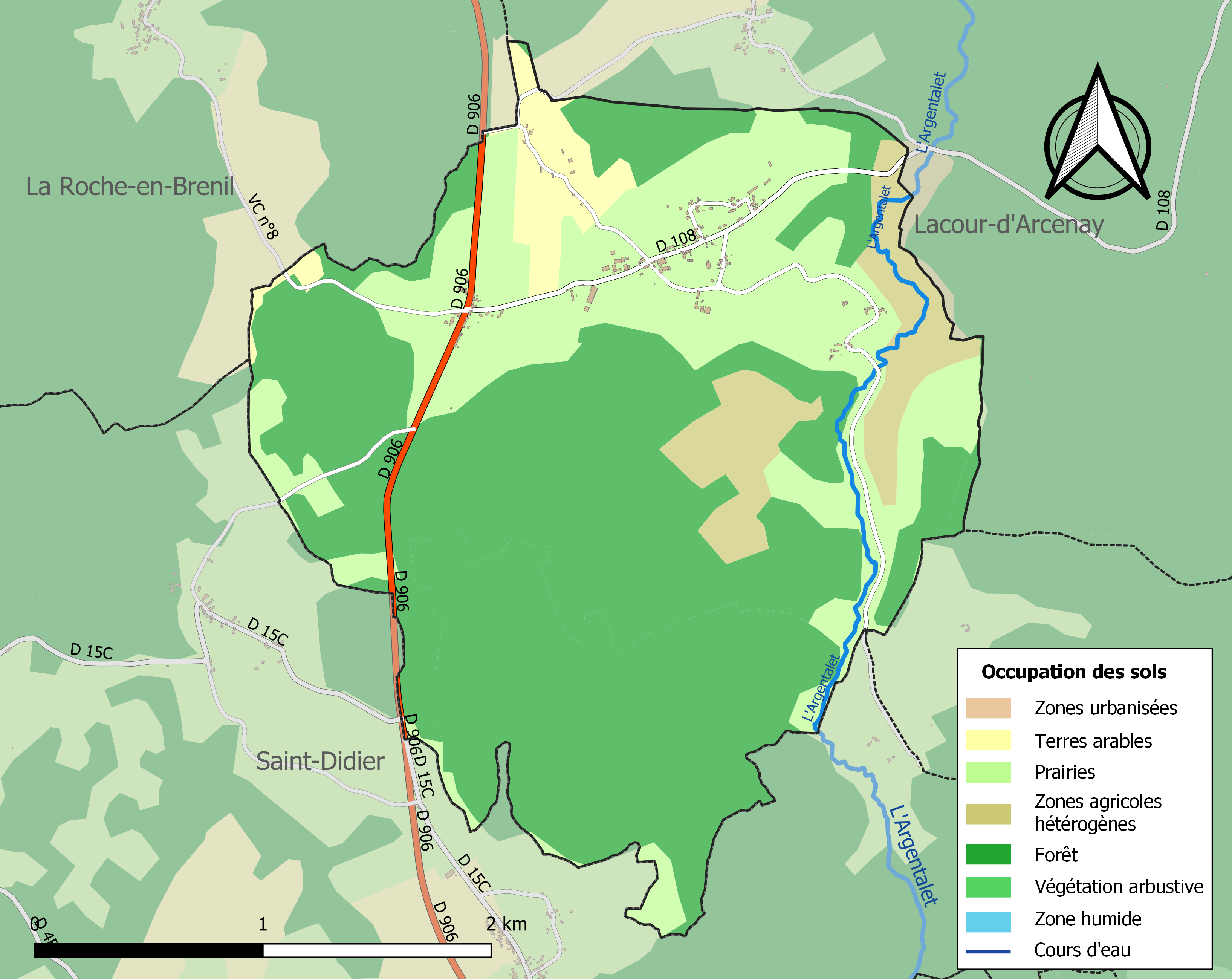
Bodennutzung, Hydrografie und Infrastruktur der Gemeinde (2018)

Molphey liegt im Granitmassiv Morvan, etwa 7,5 Kilometer nordnordwestlich von Saulieu und etwa 63 Kilometer westlich von Dijon. Die Gemeinde befindet sich im Regionalen Naturpark Morvan im Einzugsgebiet der Seine. Ihr Gebiet wird vom Argentalet entwässert, der es von Süd nach Nord durchquert, sowie drei weiteren kleineren, zeitweise trockenfallenden Bächen.
Das Gebiet von Molphey ist Teil der ZNIEFF-Naturzone „Forêt de Saulieu et vallée de l’Argentalet“ (260015024). Etwa 60 % der Fläche der Gemeinde sind bewaldet oder naturbelassen, der restliche Teil wird landwirtschaftlich genutzt.
Umgeben wird Molphey von den Nachbargemeinden Lacour-d’Arcenay im Norden, Montlay-en-Auxois im Osten, Saint-Didier im Süden und La Roche-en-Brenil im Westen.

## Bevölkerungsentwicklung
| Molphey: Einwohnerzahlen von 1793 bis 2020                                                                                 | Molphey: Einwohnerzahlen von 1793 bis 2020 | Molphey: Einwohnerzahlen von 1793 bis 2020 | Molphey: Einwohnerzahlen von 1793 bis 2020 | Molphey: Einwohnerzahlen von 1793 bis 2020 |
| --- | ------------------------------------------ | ------------------------------------------ | ------------------------------------------ | ------------------------------------------ |
| Jahr |                                            |                                            |                                            | Einwohner                                  |
| 1793 | 1793                                       |                                            | 320                                        | 320                                        |
| 1800 | 1800                                       |                                            | 238                                        | 238                                        |
| 1806 | 1806                                       |                                            | 226                                        | 226                                        |
| 1821 | 1821                                       |                                            | 233                                        | 233                                        |
| 1836 | 1836                                       |                                            | 268                                        | 268                                        |
| 1841 | 1841                                       |                                            | 308                                        | 308                                        |
| 1846 | 1846                                       |                                            | 301                                        | 301                                        |
| 1851 | 1851                                       |                                            | 310                                        | 310                                        |
| 1856 | 1856                                       |                                            | 325                                        | 325                                        |
| 1861 | 1861                                       |                                            | 302                                        | 302                                        |
| 1866 | 1866                                       |                                            | 292                                        | 292                                        |
| 1872 | 1872                                       |                                            | 307                                        | 307                                        |
| 1876 | 1876                                       |                                            | 268                                        | 268                                        |
| 1881 | 1881                                       |                                            | 304                                        | 304                                        |
| 1886 | 1886                                       |                                            | 270                                        | 270                                        |
| 1891 | 1891                                       |                                            | 265                                        | 265                                        |
| 1896 | 1896                                       |                                            | 256                                        | 256                                        |
| 1901 | 1901                                       |                                            | 249                                        | 249                                        |
| 1906 | 1906                                       |                                            | 236                                        | 236                                        |
| 1911 | 1911                                       |                                            | 231                                        | 231                                        |
| 1921 | 1921                                       |                                            | 199                                        | 199                                        |
| 1926 | 1926                                       |                                            | 182                                        | 182                                        |
| 1931 | 1931                                       |                                            | 158                                        | 158                                        |
| 1936 | 1936                                       |                                            | 156                                        | 156                                        |
| 1946 | 1946                                       |                                            | 141                                        | 141                                        |
| 1954 | 1954                                       |                                            | 140                                        | 140                                        |
| 1962 | 1962                                       |                                            | 172                                        | 172                                        |
| 1968 | 1968                                       |                                            | 132                                        | 132                                        |
| 1975 | 1975                                       |                                            | 144                                        | 144                                        |
| 1982 | 1982                                       |                                            | 124                                        | 124                                        |
| 1990 | 1990                                       |                                            | 136                                        | 136                                        |
| 1999 | 1999                                       |                                            | 139                                        | 139                                        |
| 2006 | 2006                                       |                                            | 131                                        | 131                                        |
| 2013 | 2013                                       |                                            | 142                                        | 142                                        |
| 2020 | 2020                                       |                                            | 130                                        | 130                                        |
| Quelle(n): EHESS/Cassini bis 1999, INSEE ab 2006 Anmerkung(en): Ab 1962 offizielle Zahlen ohne Einwohner mit Zweitwohnsitz |                                            |                                            |                                            |                                            |

## Verkehr
Die Departementsstraße 906, die ehemalige Route nationale 6, durchquert das Gemeindegebiet von Nord nach Süd und verbindet es mit Avallon über La Roche-en-Brenil im Norden und mit Saulieu über Saint-Didier im Süden.